# Listă de companii de inteligență artificială
Aceasta este o listă de companii notabile care se concentrează în principal pe inteligența artificială. Companiile care folosesc pur și simplu inteligența artificială, dar au un accent principal diferit nu sunt incluse.

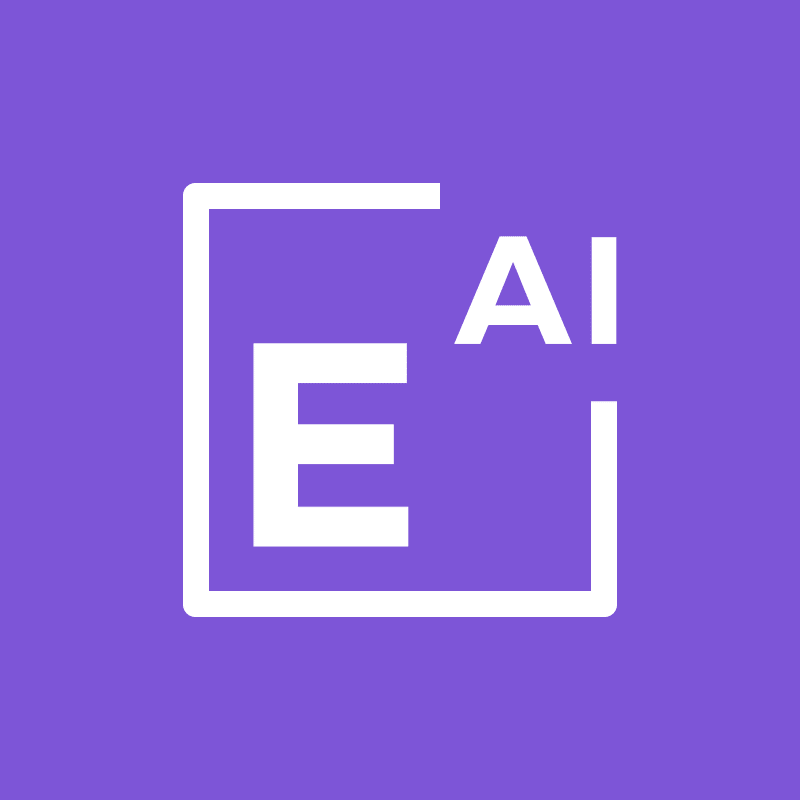
Element AI

## America

### Canada

Anthropic

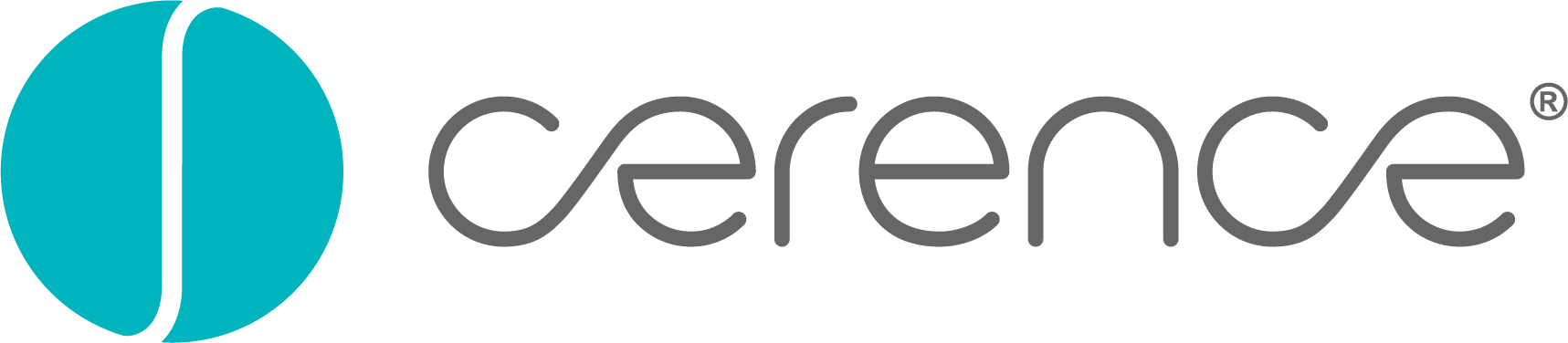
Cerence

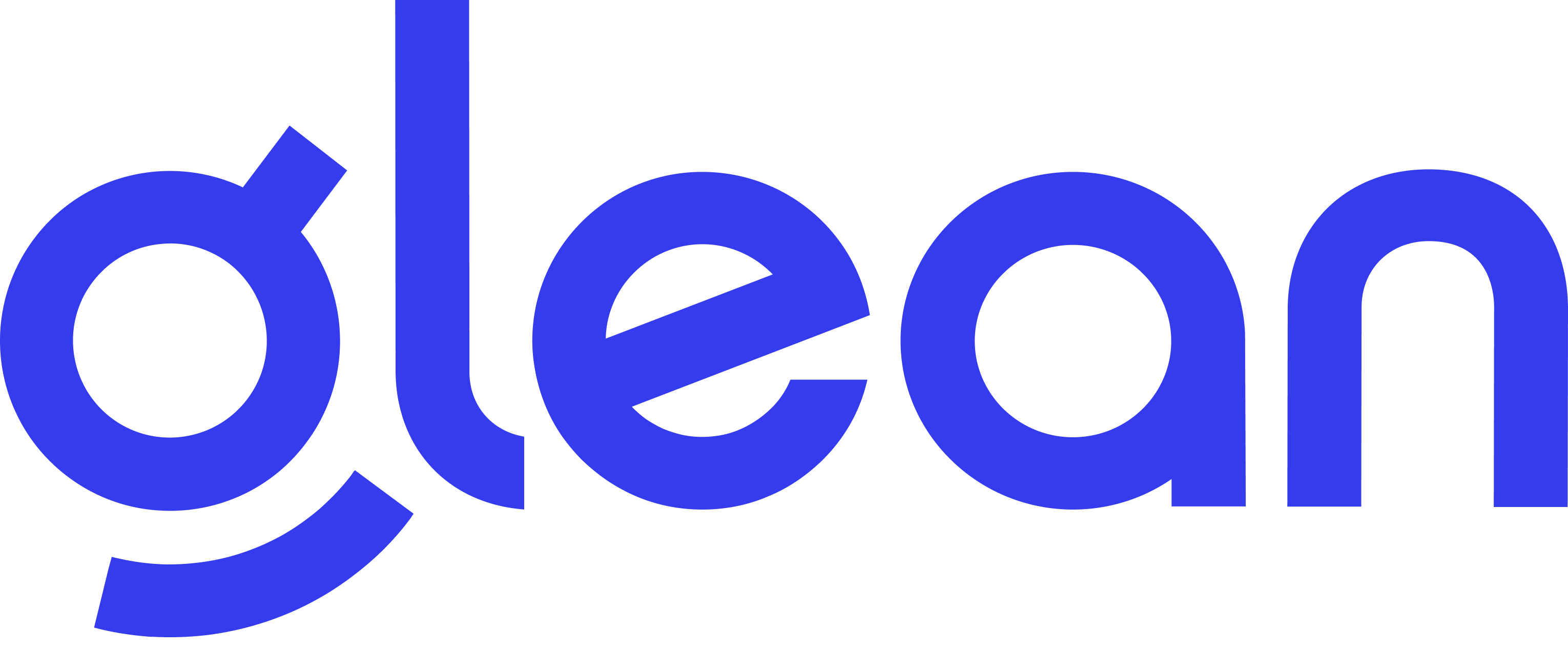
Glean

EleutherAI

- Cohere[3]
- Element AI[4][5]

### Statele Unite ale Americii
- Anthropic[6][7][8]
- Caper AI[9][10][11]
- Cerence[12][13]
- Colloquis[14]
- Conversable[15][16]
- Covariant (anterior Embodied Intelligence)[17]
- EleutherAI[18]
- Glean Technologies[19][20][21][22]
- Google DeepMind[23]
- Hugging Face[24][25]
- Inflection AI[26][27][28]
- Isomorphic Labs[29][30][31]
- Meta AI[32]
- OpenAI[33]
- Perplexity AI[34]
- RAIC Labs[35][36]
- Runway[37][38][39]
- Safe Superintelligence Inc.[40][41][42][43]
- Scale AI[44]
- Spectre AI[45][46]
- Undetectable.ai[47][48][49]
- Writesonic[50][51][52][53]
- xAI[54][55]

## Asia

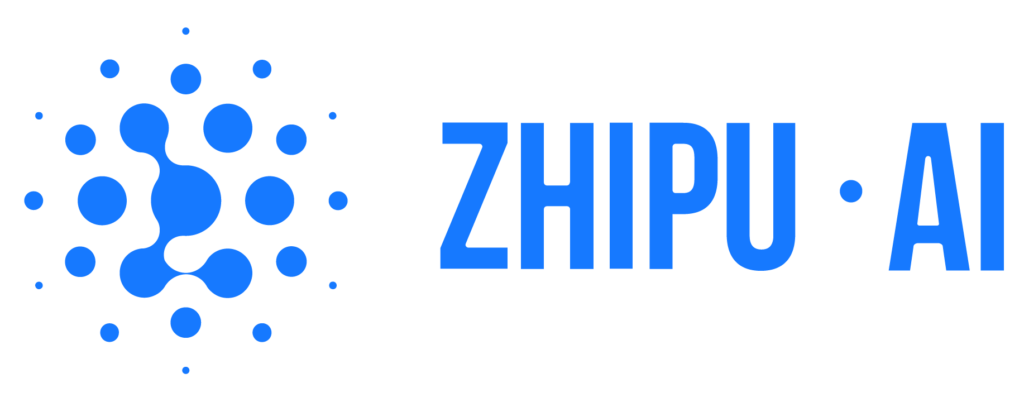
Zhipu

### China

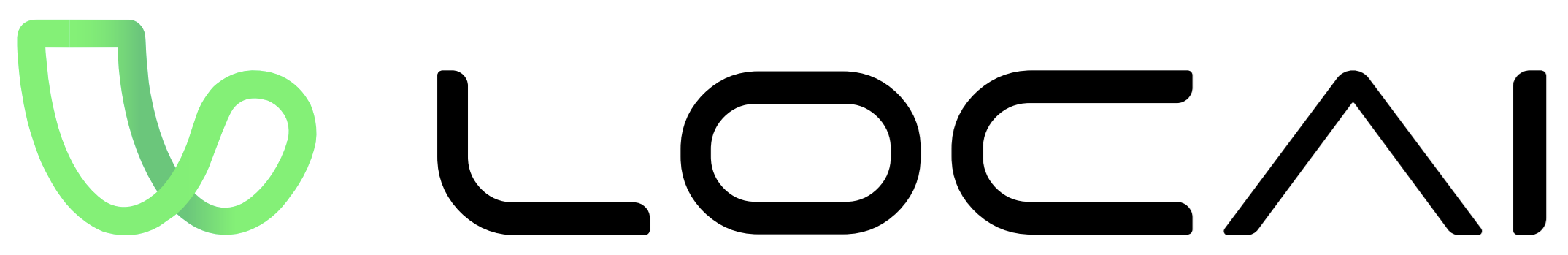
Locai

- 01.AI (chineză: 零一万物; pinyin: Língyī Wànwù)[56]
- 4Paradigm (chineză: 第四范式; pinyin: Dìsì Fànshì)[57]
- Baichuan (chineză: 百川智能; pinyin: Bǎichuān Zhìnéng)[58][59]
- DeepSeek (chineză: 深度求索; pinyin: Shēndù Qiúsuǒ)[60][61]
- MiniMax[62][63]
- Moonshot AI (chineză: 月之暗面; pinyin: Yuè Zhī Ànmiàn)[64][65]
- SenseTime[66]
- Zhipu AI (智谱AI)[67]

### Emiratele Arabe Unite

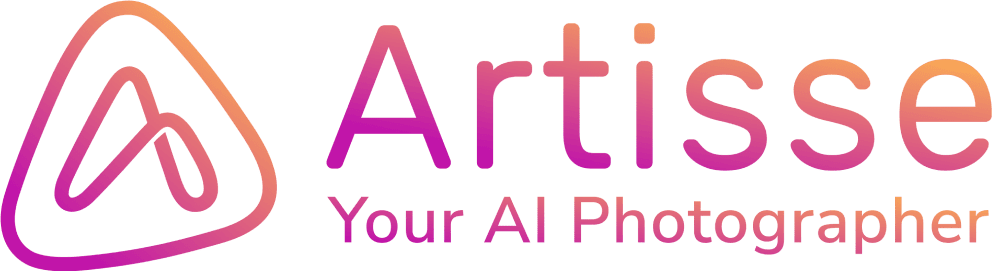
Artisse AI

- LocAI[68][69]

### Hong Kong
- Artisse AI[70][71]

### Israel
- AI21 Labs[72]

## Europa

### Elveția
- Art Recognition[73][74]

### Franța
- Mistral AI[75][76][77]
- Hugging Face[78][79]
- Dataiku[80]
- DentalMonitoring[81]
- Sidetrade[82]
- H Company[83]
- LightOn[84][85]
- Linagora[86]
- Meero[87]
- MWM AI[88]
- Owkin[89]
- Poolside AI[90][91][92]
- Shift Technology[93][94][95]

### Germania
- Aleph Alpha[96]

### Regatul Unit
- Fetch.AI[97]
- Mind Foundry[98][99][100][101]
- Peak[102][103]
- Synthesia[104][105][106]
- Stability AI[107][108][109]

### Ucraina
- Respeecher[110]